# 魅惑者
『魅惑者』（みわくしゃ、The Enchanter）は、1939年にパリでウラジーミル・ナボコフによって書かれた中編小説。ロシア語で書かれたナボコフの最後のフィクション作品だった。ナボコフは生涯、この作品を発表しなかった。ナボコフの死後、息子のドミトリーが1986年に英語に翻訳し、翌年に出版された。原語であるロシア語版は1991年に参照可能になった。物語は主人公のヘベフィリアを扱っており、このテーマが『ロリータ』へと繋がっていくことを予言するものである。

## 内容
物語は本質的に時代を超越しており、場所が設定されていない。名前のない主人公は、ある種の思春期の少女に欲求を抱く中年男性である。公園で出会った特定の少女に夢中になり、少女に近づくためにその母親と結婚する。既に病気になっている母親はすぐに亡くなり、娘は彼の世話をする。彼は彼女を行く当てのない旅に巻き込み、旅の最初の夜にフレンチ・リヴィエラに立ち寄る。

### 日本語訳
- 『魅惑者』出淵博訳、河出書房新社、1991年 - 英語版での訳書
- 『ナボコフ・コレクション（5） ロリータ／魅惑者』後藤篤訳、新潮社、2019年
ロシア語版での訳書、全5巻。「ロリータ」は若島正訳

## 『ロリータ』との繋がり
ナボコフ自身が『魅惑者』を「プレ『ロリータ』」と呼んだ。

## 『賜物』との繋がり
『賜物』の第2章で、ナボコフはシチョーゴレフに『魅惑者』で描かれる、娘に接触するために母親と結婚するヘベフィリアの戦略を概説させている。『賜物』は、『魅惑者』より前の1933年から1938年の間に書かれた。